# 岳亭一麿
岳亭 一麿（がくてい いちまろ、生没年不詳）とは、江戸時代の浮世絵師。

## 来歴
作に厳島神社の景色と祭礼を描いた錦絵が合わせて11点知られ、「岳亭一麿画」と落款している。作画期は天保の頃とされ、岳亭春信の門人かともいわれるがその経歴については不明である。名についても『原色浮世絵大百科事典』は「一麿」に「いちまろ」と「かずまろ」のふたつの読み方を示しており、本来どちらに読まれるべきかも明らかではない。

## 作品
- 「厳島八景之図」　揃物錦絵　国立国会図書館所蔵　※『厳嶌八景』上巻にある和歌を八景の各図に添える。
- 「厳島六月祭礼御供船」　錦絵　国立国会図書館所蔵
- 「厳島六月祭礼還御之図」　錦絵　国立国会図書館所蔵